# Mittelamerikagraben

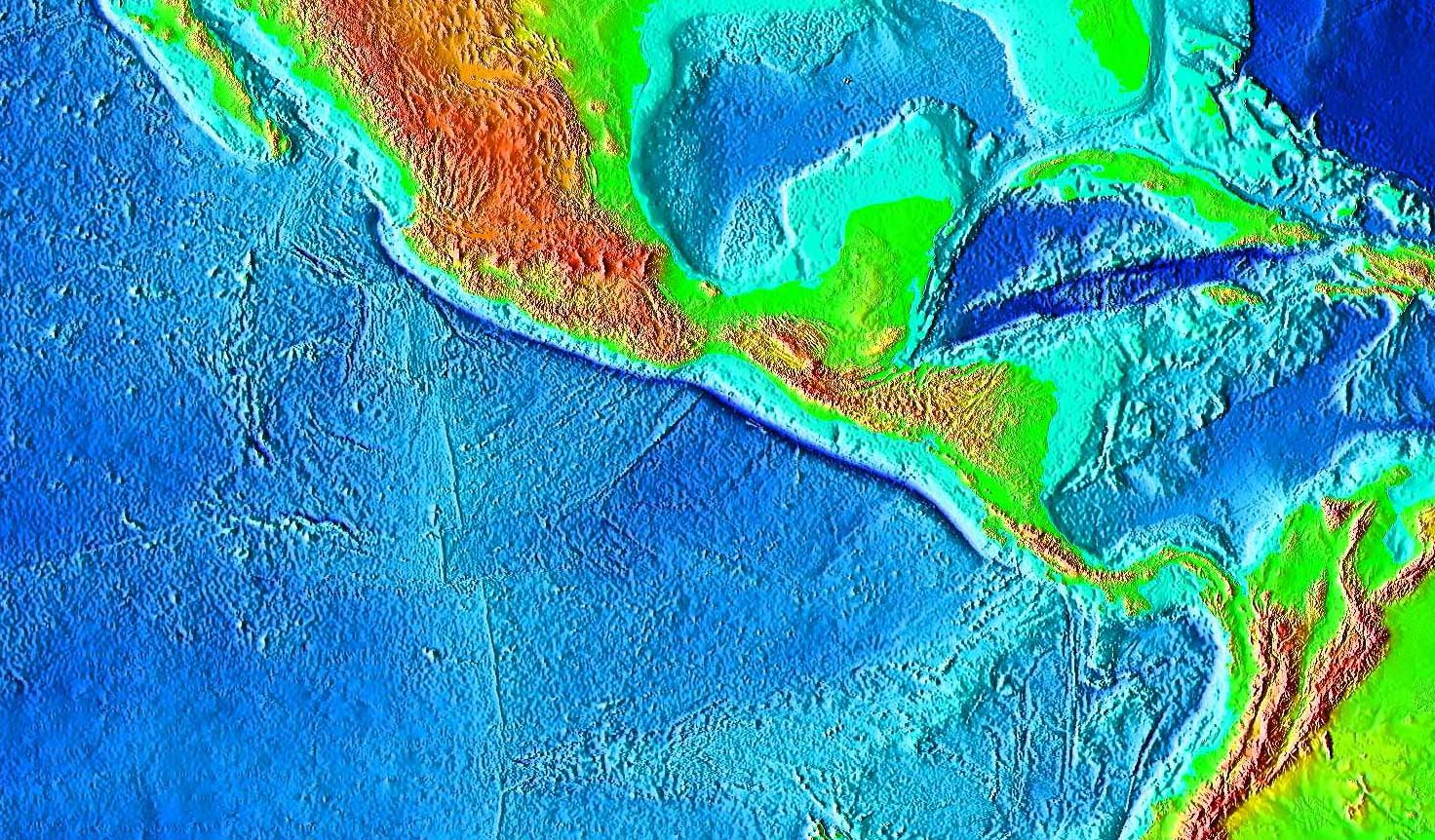
Mittelamerikagraben in dunkelblau

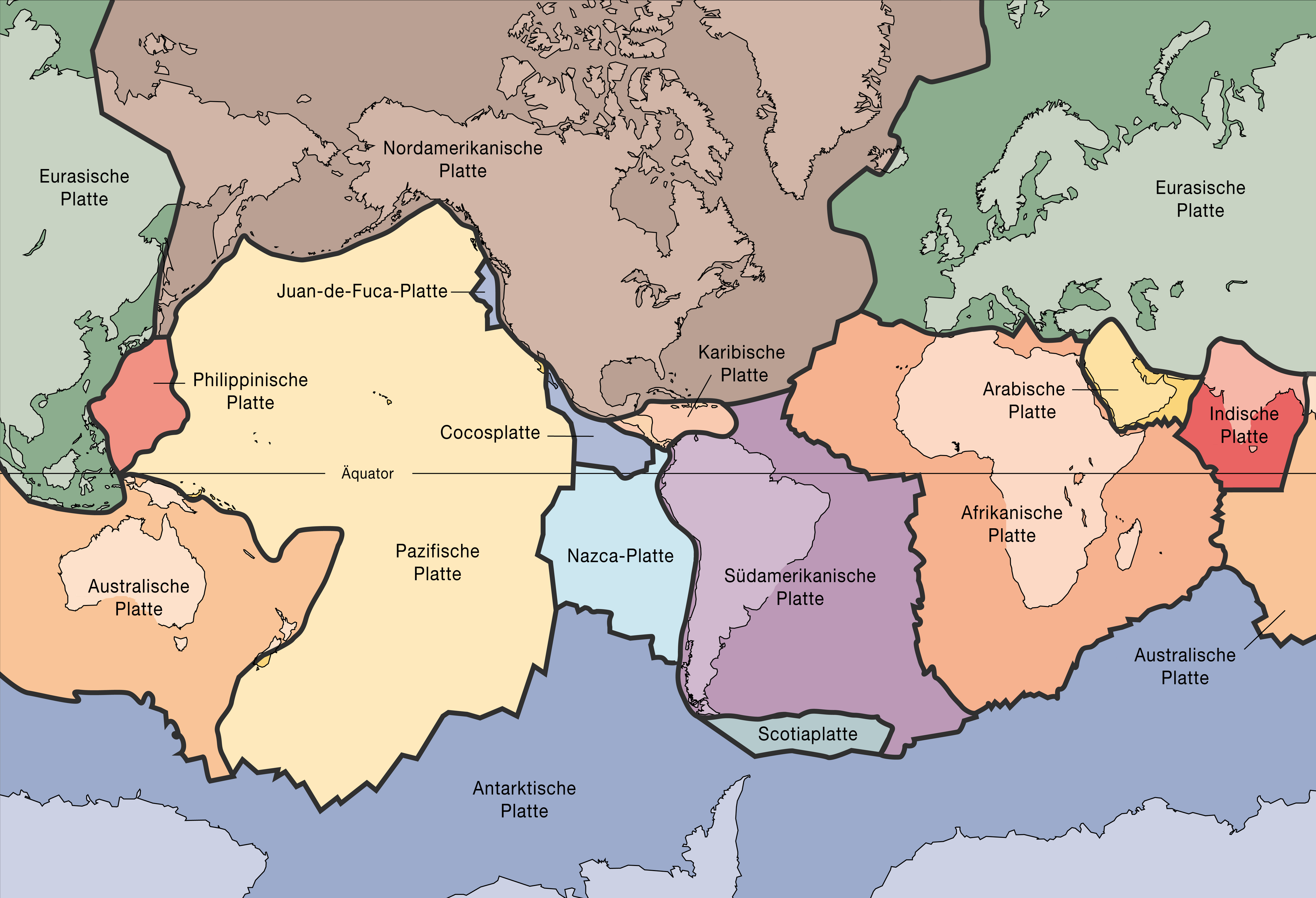
Tektonische Platten mit Kontinenten im Hintergrund

Der Mittelamerikagraben (auch Mexikograben bzw. Guatemalagraben genannt) ist eine bis 6662 m tiefe und 2500 km lange Tiefseerinne im östlichen Teil des Pazifischen Ozeans (Pazifik).

## Geographie
Der Mittelamerikagraben befindet sich vor der Pazifik-Küste von Mexiko, Guatemala, El Salvador, Nicaragua und Costa Rica im Nordwesten, Norden und Nordosten und dem Guatemalabecken im Südwesten. Er liegt zwischen 9 und 21° nördlicher Breite sowie 86 und 107° westlicher Länge.
Die tiefste Stelle des langgestreckten Mittelamerikagrabens, der durch die Subduktion der Cocosplatte unter die Nordamerikanische Platte entstand (bzw. weiterhin entsteht), befindet sich etwa 150 km südwestlich der mexikanischen Grenzstadt Tapachula und reicht auf 6662 m Tiefe.

## Erforschung
Im April 1980 tauchte das Tauchboot Trieste II zweimal im Mittelamerikagraben. Dabei wurden südöstlich von Acapulco 15° 55′ N, 99° 0′ W in Tiefen von 16141 Fuß (4919 Meter) und 15540 Fuß (4736 Meter) die geologischen Verhältnisse am Grund des Grabens daraufhin untersucht, ob er sich für die Endlagerung hochradioaktiver Abfälle eignet.